# روك أوف إيجز
«روك أوف إيجز» (بالإنجليزية: Rock of Ages)‏ هي أغنية لفرقة الهارد روك البريطانية ديف ليبارد من ألبومها لعام 1983 بايرومانيا. تأخذ الأغنية اسمها من الترتيلة المسيحية «روك أوف إيجز». عندما أُصدرت كأغنية منفردة في الولايات المتحدة، وصلت الأغنية للمرتبة #16 على لائحة بيلبورد هوت 100 والمرتبة الأولى على لائحة الروك السائد.
تبدأ الأغنية بعبارة هرائية شبيهة بالألمانية، "Gunter glieben glauchen globen". وفقاً لسجل لأسئلة الشائعة لديف ليبارد الرسمي،
أُضيفت هذه العبارات لاحقاً في «بريتي فلاي (فور أ وايت غاي)» لذا أوفسبرينغ وكذلك «كول مي وات يو لايك (إف يو لايك روك-ن-رول)» لبافي أمييومي. أُضيفت العبارة أيضاً في محاكاة ساخرة للأغنية، «ريب روك أوف إيجز»، لفرقة الشوك روك المينتورز.
في الملاحظات الجانبية للإصدار التجميعي روك أوف إيجز: ذا ديفينيتف كوليكشن، كانت الفرقة في استوديو التسجيل عندما تعثر المغني الرئيسي جو إليوت بكتاب ترتيلات تركه أحد الأطفال من فرقة الجوقة التي استعملت الاستوديو قبل ديف ليبارد. في الكتاب، رأى إليوت الترتيلة «روك أوف إيجز»، مما دفعه لكتابة كلمات الأغنية.
مع بدء لحن الأغنية، يغني إليوت الأسطر، «حسناً/لدي شيء لأقوله/من الأفضل الاحتراق/بدلاً من التلاشي» (بالإنجليزية: "All right/I've got something to say/It's better to burn out/Than to fade away")‏؛ أول سطرين إشارة لأغنية نيل يونغ، «ماي ماي، هيه هيه (أوت أوف ذا بلو)». نسخة ديف ليبارد ذات الأربعة أسطر تم اقتباسها في فيلم 1986 ساكن الجبال من قِبل شرير الفيلم، الكورغان. تخلد سطر يونغ لاحقاً في تاريخ الروك عندما استُعمل في رسالة انتحار رائد الغرنج ومغني نيرفانا كيرت كوبين.

## الفيديو الموسيقي
كان الفيديو الموسيقي من إخراج ديفيد ماليت وتم تصويره في 8 ديسمبر 1982 (عيد ميلاد عازف الإيتار فيل كولين الخامس والعشرين)، في باترسي، لندن، إنجلترا.
مدير ديف ليبارد السابق، بيتر مينش، يظهر في هذا الفيديو كأحد الرهبان.

## في الثقافة الشعبية
عُزفت هذه الأغنية عدة مرات خلال الفيلم بولز أوف فيوري، إضافة لظهورها في الفيلمين هذا هو ابني والفيلم الذي يحمل نفس الاسم. تظهر الأغنية أيضاً في لعبة الفيديو بروتال ليجيند و«حزمة ديف ليبارد» القابلة للتنزيل في لعبة غيتار هيرو 3: ليجيندز أوف روك. الأغنية متاحة للتنزيل أيضاً في اللعبة روك باند 3 إما بمفردها أو كجزء من «ديف ليبارد الباقة 01».
تظهر الأغنية أيضاً بشكل كثيف في مشهد الذروة من خاتمة الموسم الخامس من المسلسل خارق للطبيعة.
في 2012، أعادت الفرقة تسجيل الأغنية، إلى جانب «بور سام شغر أون مي»، تحت عنوان «روك أوف إيجز 2012». أُصدرت الأغنيتان كلتاهما رقمياً في 4 يونيو 2012.
تعود العبارة "Gunter Glieben Glauchen Globen" للظهور كعنوان قصيدة للشاعر الأمريكي المعاصر مايكل روبنز. نُشرت القصيدة لأول مرة في ذا نيو يوركر وتظهر في ديوانه الشعري الثاني، _ذا سكند سكس_ (بينغوين بوكس، 2014).

## قائمة الأغاني

### 7": فيرتيغو / VER6 (812 858-7) (المملكة المتحدة)
1. «روك أوف إيجز»
2. «أكشن! نوت ووردز»

### 12": فيرتيغو / VERX6 (812 293-1) (المملكة المتحدة)
1. «روك أوف إيجز»
2. «أكشن! نوت ووردز»

### 7": ميركري / 812 604-7 (الولايات المتحدة)
1. «روك أوف إيجز»
2. «بيلي'ز غات أ غان»